# NGC 7665
NGC 7665 is een spiraalvormig sterrenstelsel in het sterrenbeeld Waterman. Het hemelobject werd op 28 september 1785 ontdekt door de Duits-Britse astronoom William Herschel.

## Synoniemen
- MCG -2-59-19
- IRAS 23246-0939
- PGC 71474